# مأموریت دیوانه‌وار ۵
مأموریت دیوانه‌وار ۵ (به انگلیسی:Mad Mission 5: Terracotta Hit) یک فیلم سینمایی اکشن کمدی هنگ کنگی محصول سال ۱۹۸۹ به کارگردانی لائو کار-لیانگ است. این اثر قسمت پنجم و نهایی از سری فیلم‌های مأموریت دیوانه‌وار محسوب می‌شود.

## بازیگران
- ساموئل هوئی
- کارل ماکا
- لسلی چونگ
- نینا لی چی
- کنان لی
- ملوین وانگ
- الن چان
- لائو کار-وینگ
- هانگ یان-یان

## باکس آفیس
این فیلم در طول اجرای اکران خود از ۲۸ ژانویه تا ۲۲ فوریه ۱۹۸۹ در هنگ کنگ ۲۰٬۰۳۲٬۲۰۶ فروش داشت.